# Abies kawakamii
Abies kawakamii (ялиця тайванська, кит.: 台灣冷杉) — вид ялиць родини соснових.

## Поширення, екологія
Високогірний вид, що росте між 2400 м і 3800 м над рівнем моря в центральних високогір'ях Тайваню. Росте на гірських схилах на сіро-коричневих опідзолених ґрунтах, а також на гірській жовтій землі, як кислій так і скелястій. Клімат помірний, дуже вологий. Вище вологих субтропічних передгір'їв річна кількість опадів перевищує 4000 мм, з максимумами до 10000 мм, що робить тайванські центральні високі гори одними з найвологіших гірських хребтів у світі. Є деякі чисті ліси на пн. і пн.-сх. схилах при висотах від 3200 м до 3600 м над рівнем моря, або вид зустрічається змішаний з розкиданими Pinus armandii var. mastersiana, Tsuga chinensis var. chinensis, Picea morrisonicola, і з Juniperus squamata var. morrisonicola на верхній межі Abies. На більш низьких висотах ліс стає все більш змішаним з широколистяними деревами, наприклад Acer insulare, Trochodendron aralioides, Quercus semecarpifolia subsp. glabra, Ilex bioritsensis, Eurya. Інші хвойні в цьому поясі: Tsuga chinensis var. chinensis, яка стає більш рясні, ніж A. kawakamii між 2400 м і 3000 м над рівнем моря, Pseudotsuga sinensis і Chamaecyparis obtusa var. formosana, які є більш рясними нижче 2400 метрів.

## Опис
Дерево до 16 м у висоту і 100 см діаметра на рівні грудей з прямим стовбуром і горизонтальними гілками. Кора гладка і смолиста, сіро-біла, стаючи сіро-коричневою; лущиться. Бруньки яйцеподібні, дуже смолисті, від коричневого до червонуватого кольору. Листки лінійні, плоскі, 10–15 мм завдовжки, зверху темно-зелені, білуваті знизу, з від округленими до зубчастими вершинами. Пилкові шишки циліндричні, до 15 мм в довжину. Насіннєві шишки від довгастих до циліндричних, розміром 6–7,5 × 3,5–4 см, фіолетові при дозріванні. Довжина насіння 7–9 мм плюс 9 мм крило.

## Використання
Деревина цього виду раніше експортувалася до Японії, де використовувалася для виготовлення столярних виробів. Сьогодні не використовується для цієї мети. Цей вид був введений в Англію в 1930 році і зрідка зустрічаються в дендраріях в Європі та Північній Америці, але залишається рідкістю у вирощуванні.

## Загрози та охорона
Вирубка цього виду, яке відбулося в основному в період японської окупації (1895—1945), припинилась майже повністю і суттєве населення зараз знаходиться в межах національних парків та інших охоронних територій. Обмежене поширення і поява в мозаїці субальпійського бамбука робить його вразливим до пожеж, які можуть бути викликані великим зростанням туризму. Регенерація після пожежі може бути дуже повільною.